# 波波夫岛
波波夫島或岳杭阿岛（满语：Yohangga Tun）是位於日本海的彼得大帝灣的岛，由滨海边疆区符拉迪沃斯托克城区負責管轄。它得名于俄罗斯帝国海军上将安德烈·亚历山德罗维奇·波波夫，面積12.4平方公里，最高點海拔高度158米。島上有小規模朝鮮族聚落。2010年人口1,073人。岛上有俄罗斯科学院远东分院海洋研究所的水文站和远东海洋自然保护区博物馆。海参崴市政府计划在未来修建一座连接波波夫岛和俄罗斯岛的大桥，促进波波夫岛的发展，但不会早于2032年。

## 图集

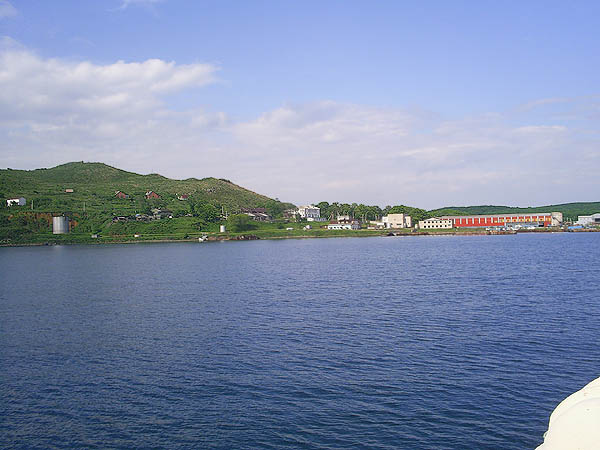
从渡輪上看波波夫島
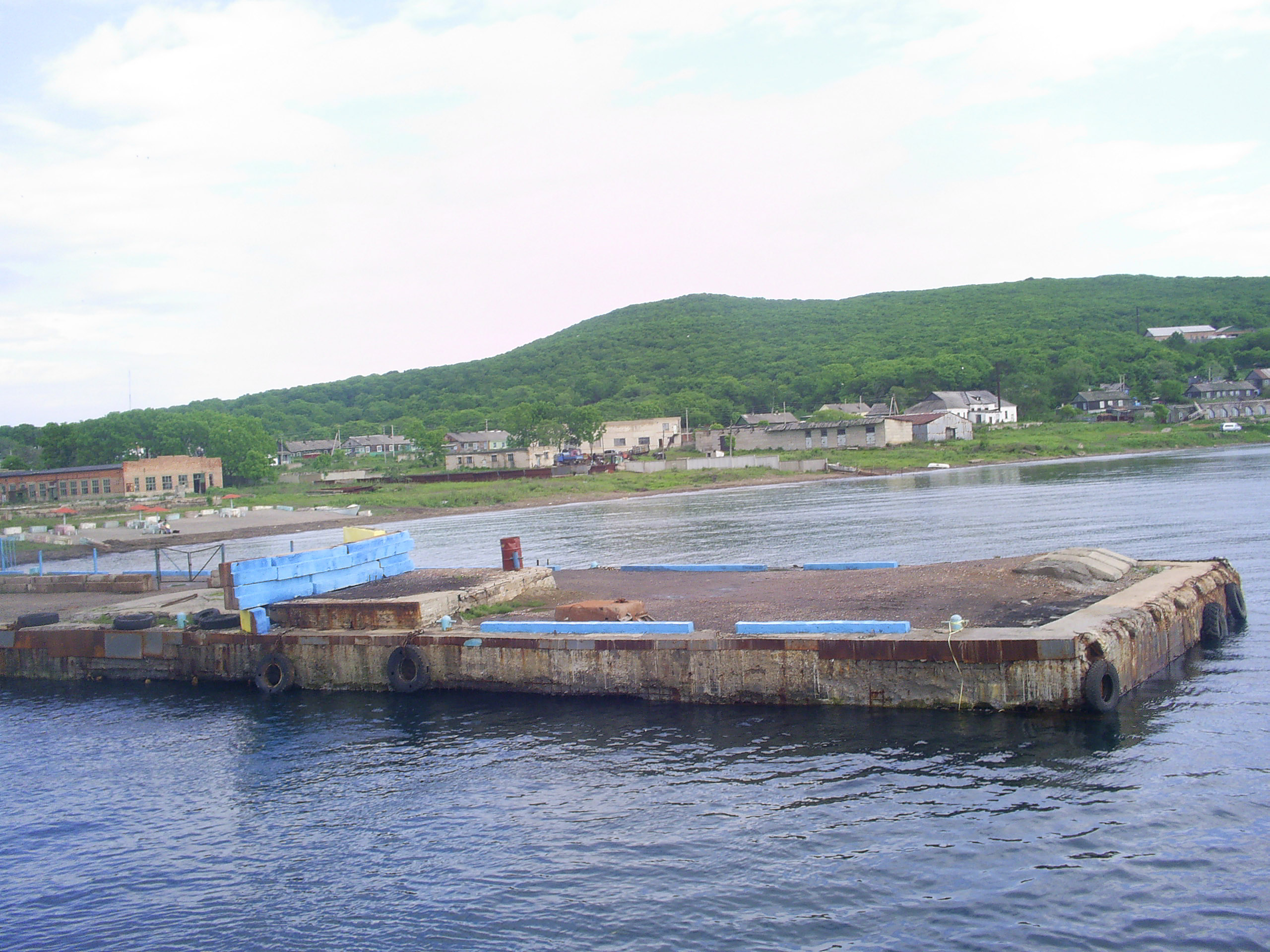
停泊处
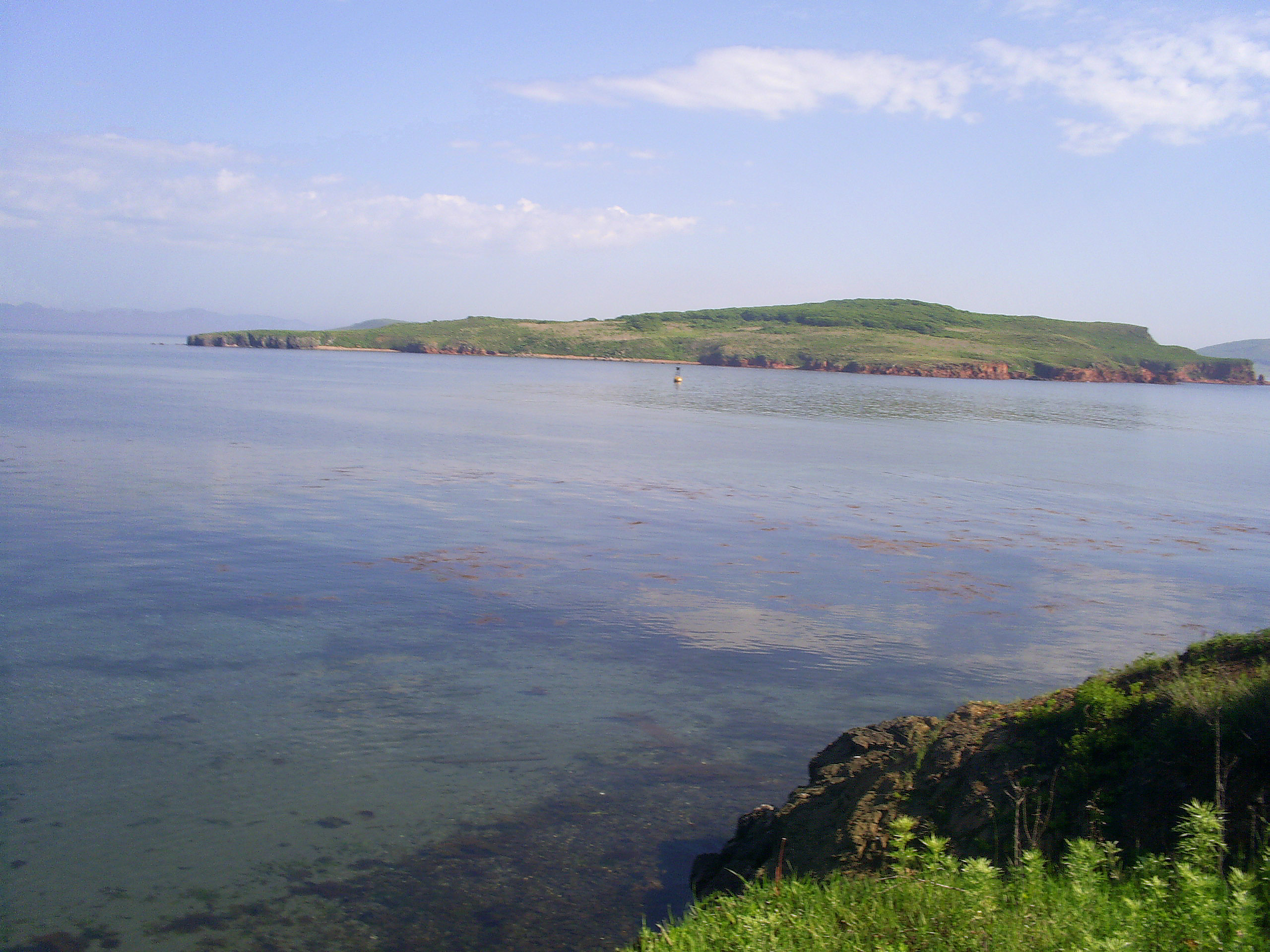
从波波夫島看列伊涅克島
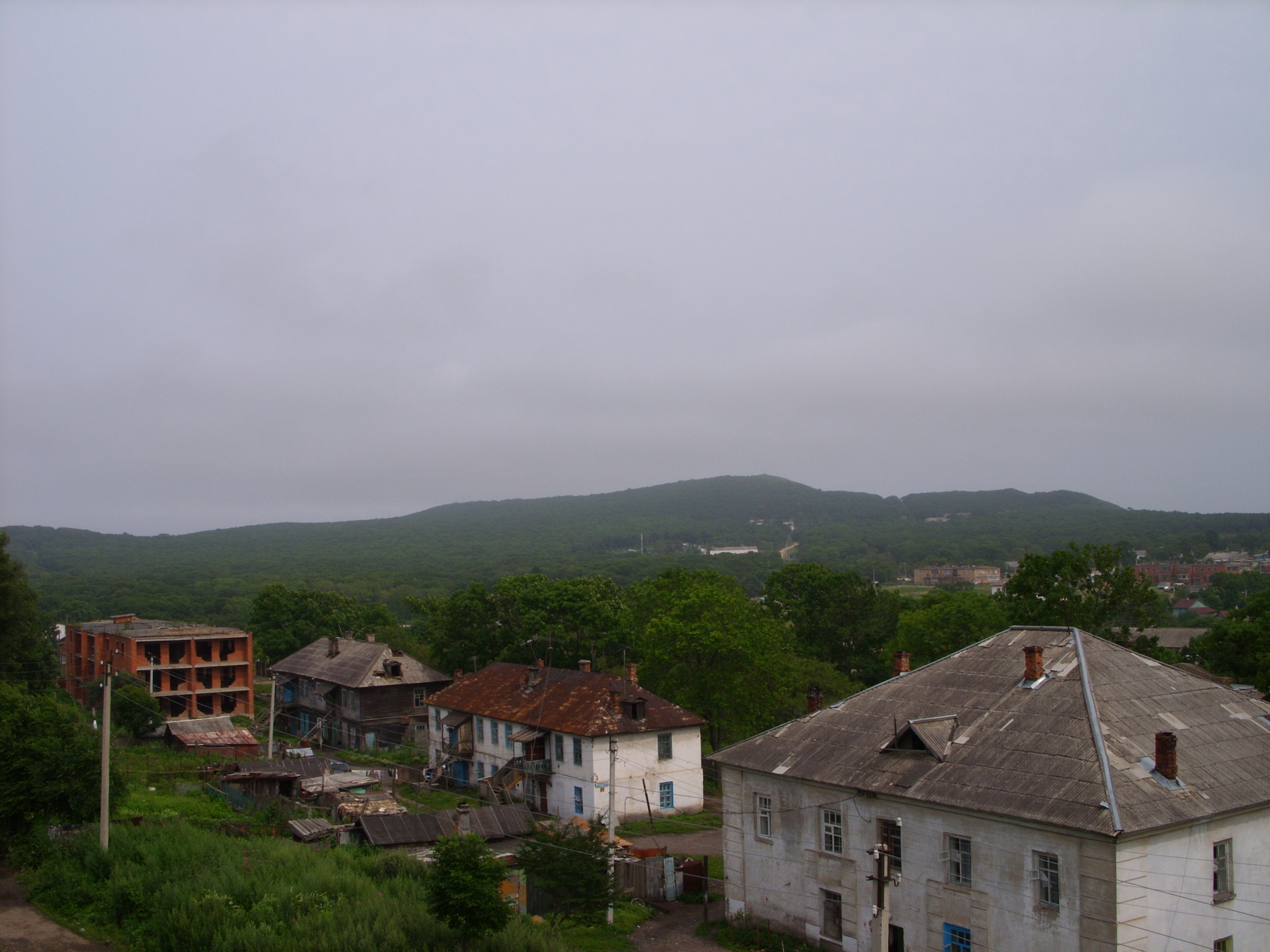
島上的村莊
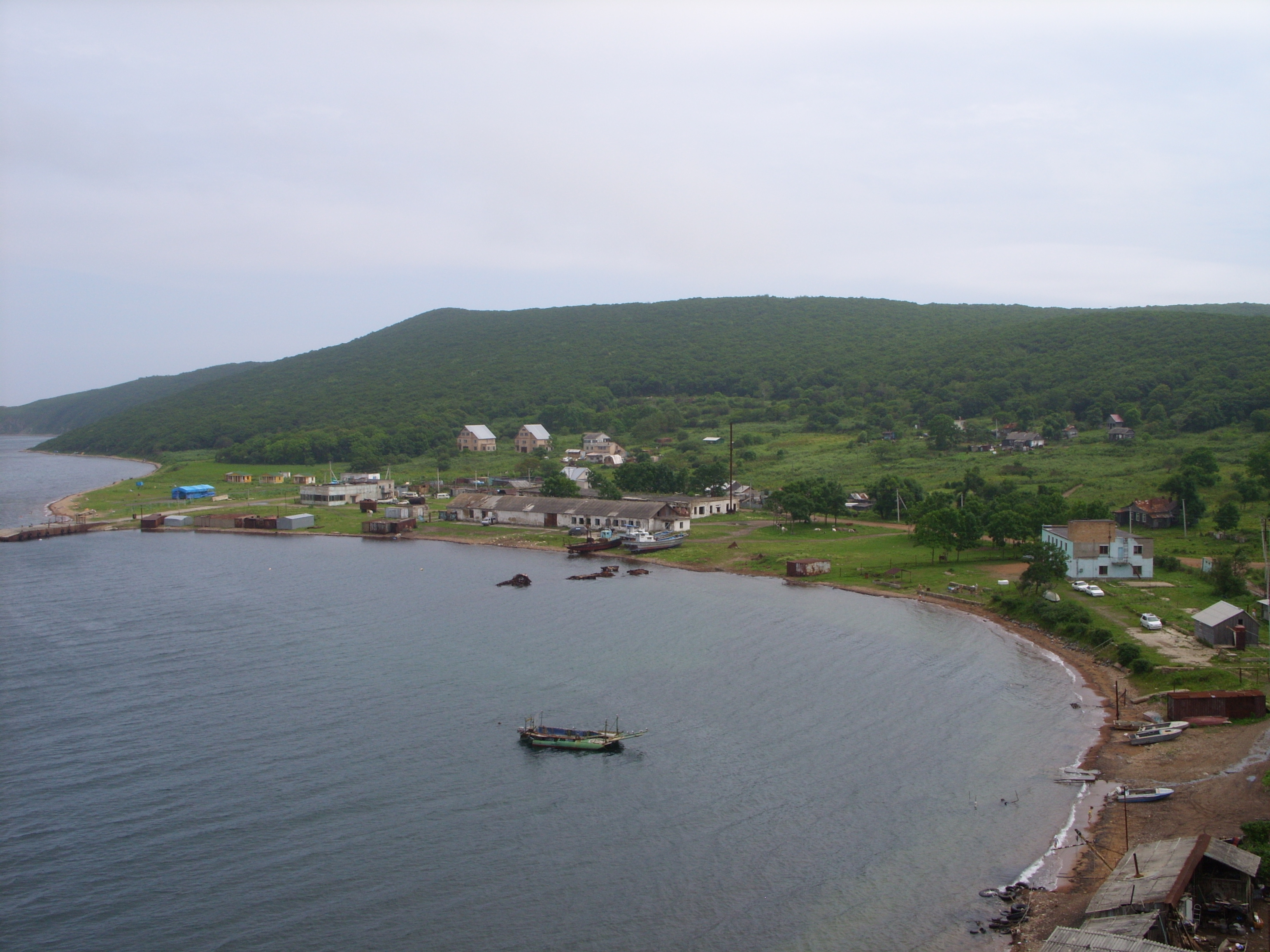
海岸
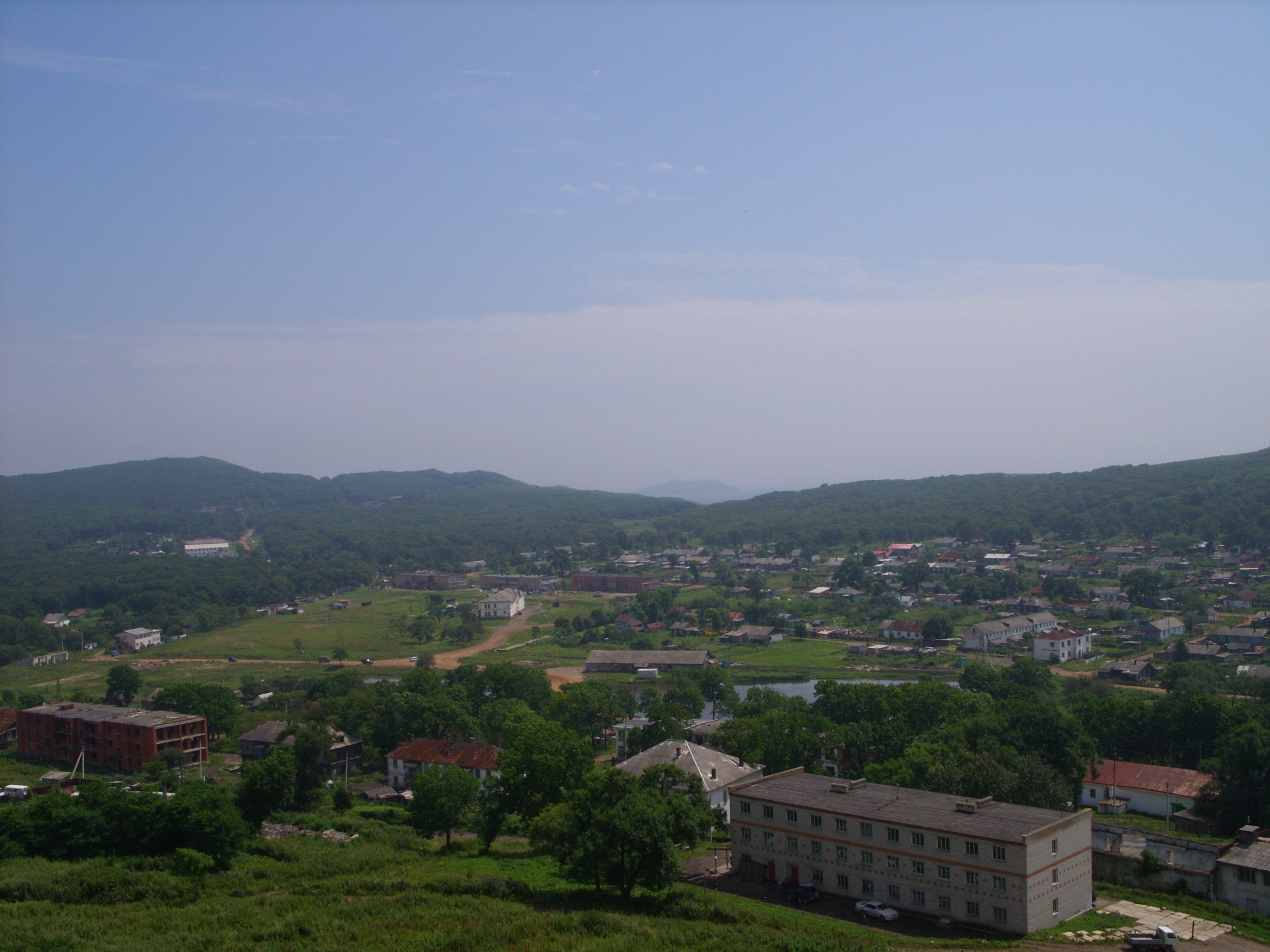
從山上看村莊
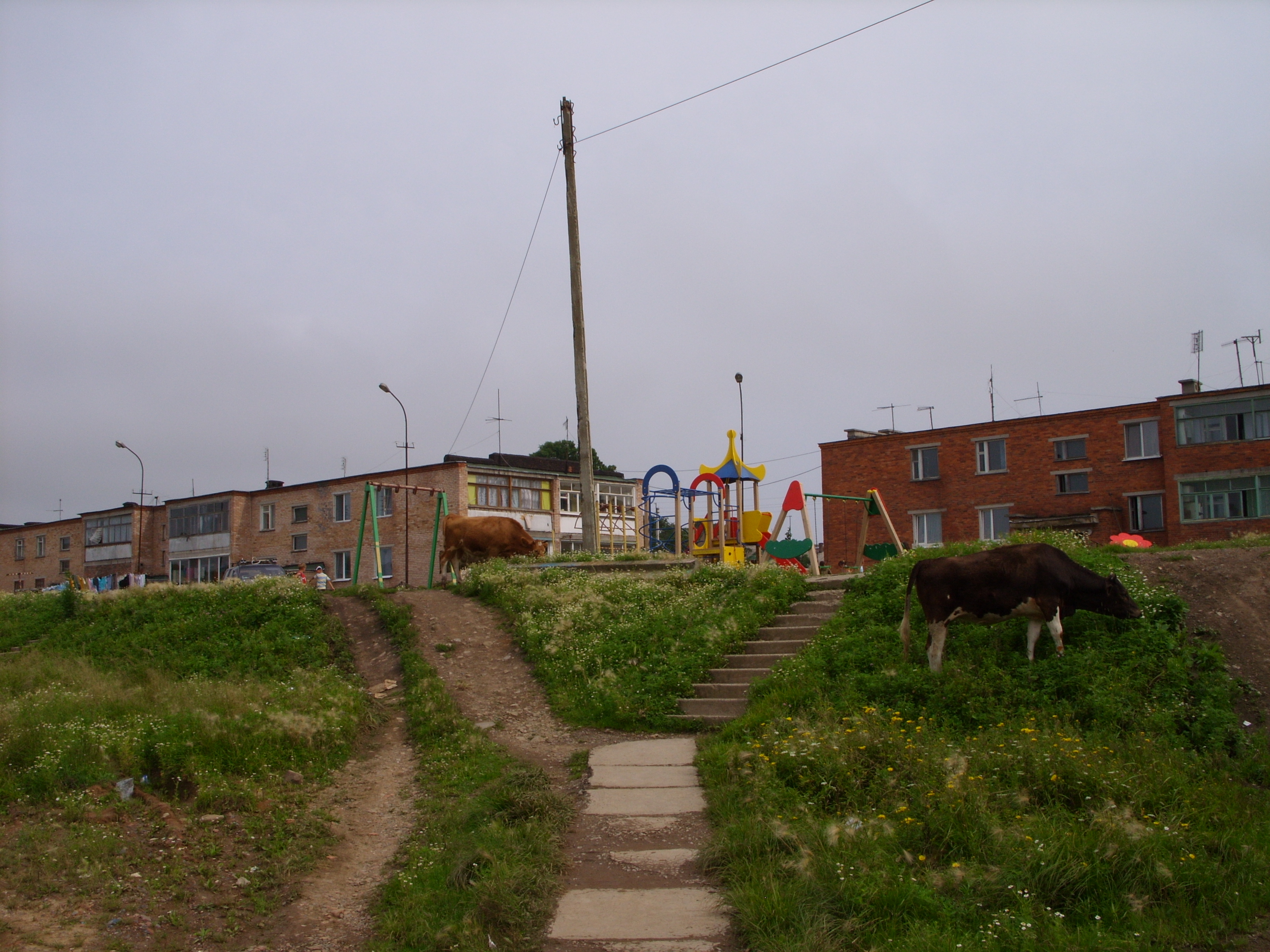
島上的民宅
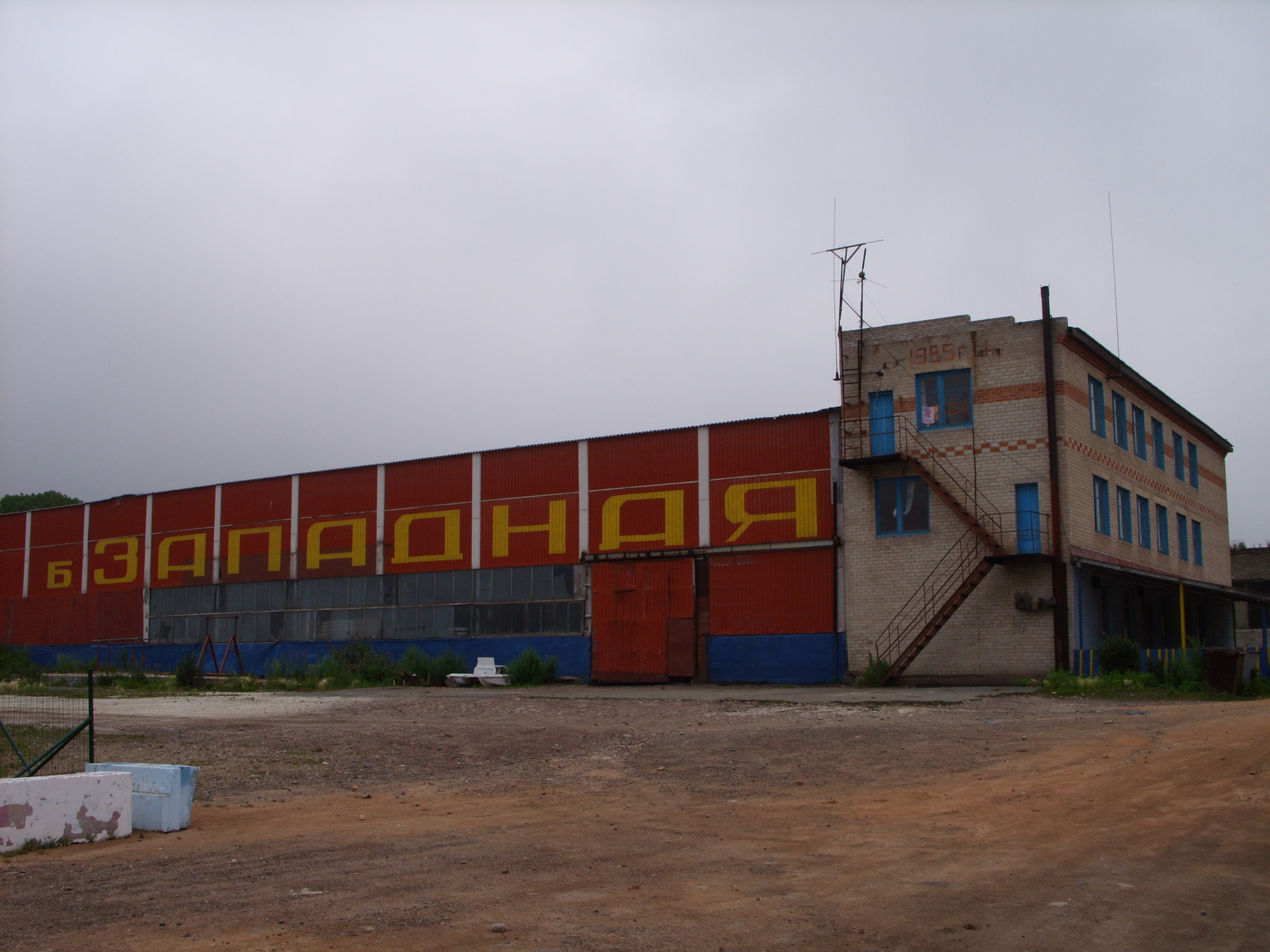
位于波波夫岛西侧海岸的水产品加工厂（已废弃）
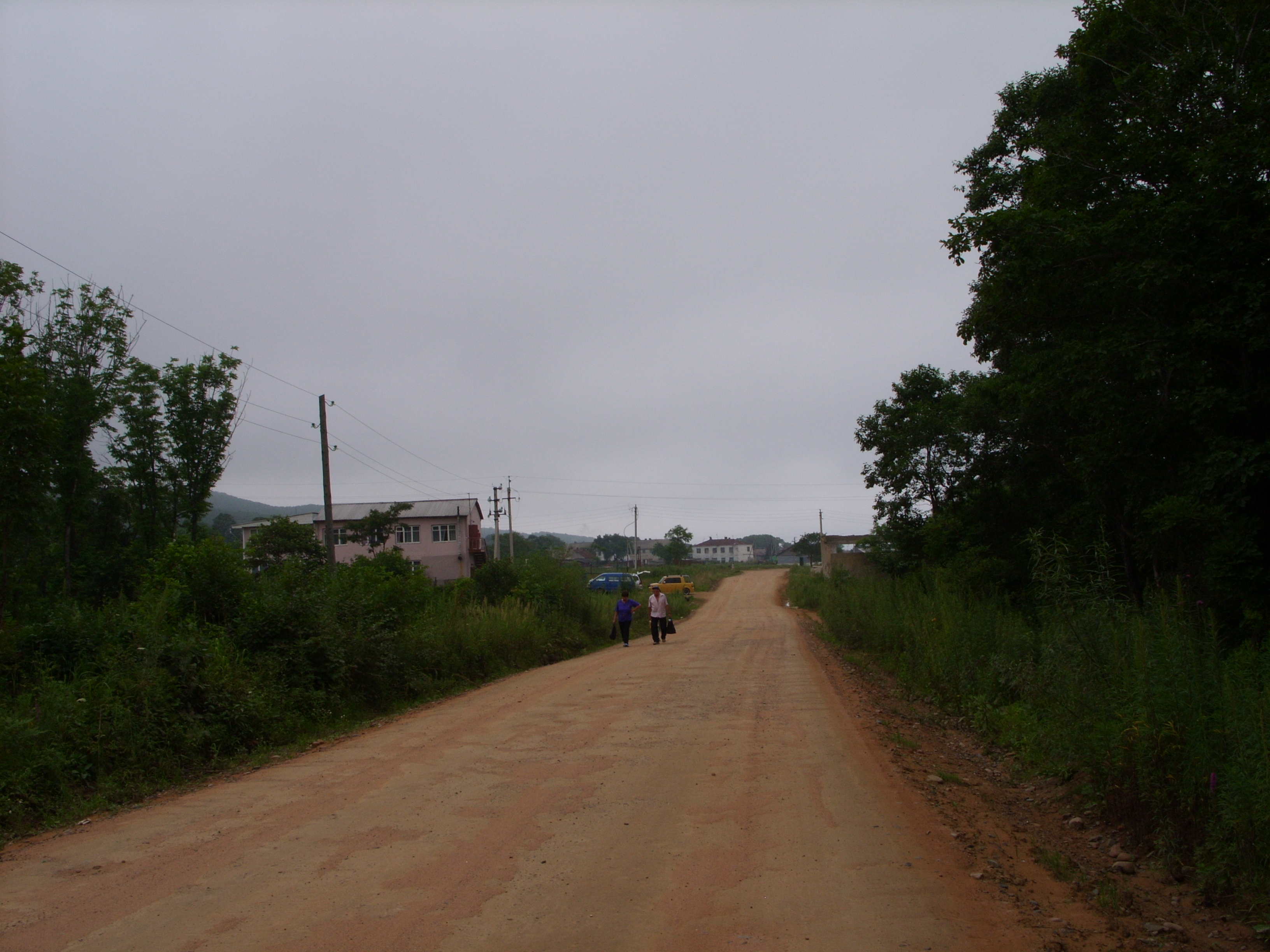
島上的街道
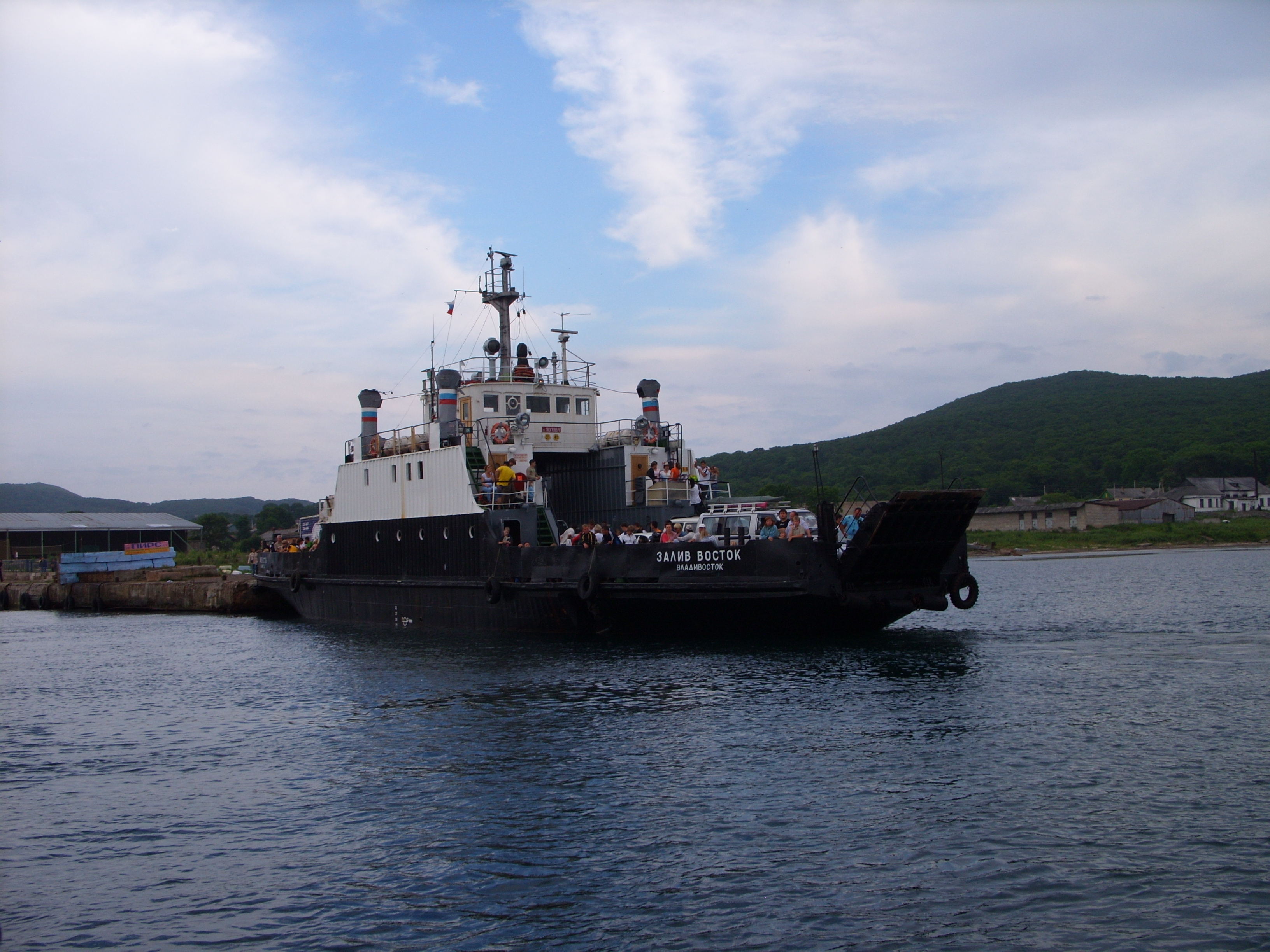
往返波波夫岛和海参崴市区的渡轮